# Agapanthia orbachi
Agapanthia orbachi är en skalbaggsart som beskrevs av Gianfranco Sama 1993. Agapanthia orbachi ingår i släktet Agapanthia och familjen långhorningar.
Artens utbredningsområde är Israel. Inga underarter finns listade i Catalogue of Life.